# 14656 Ліцзян
14656 Ліцзян (14656 Lijiang) — астероїд головного поясу, відкритий 29 грудня 1998 року.
Тіссеранів параметр щодо Юпітера — 3,334.